# برايان ماكديرموت
برايان ماكديرموت (بالإنجليزية: Brian McDermott)‏ هو لاعب دوري الرغبي بريطاني، ولد في 16 مارس 1970 في ويكفيلد في المملكة المتحدة.